# Theresia Fletschberger
Theresia Fletschberger (* 14. September 1951 in Goldegg) ist eine österreichische Politikerin (ÖVP). Fletschberger war von 1994 bis 2009 Abgeordnete zum Salzburger Landtag.

## Ausbildung und Beruf
Nach dem Besuch der Volks- und Hauptschule arbeitete sie zunächst in der Raiffeisenbank Schwarzach im Pongau. Nach ihrer Heirat 1971 übersiedelte sie nach Henndorf am Wallersee und wurde Bäuerin. Seit 2002 trägt sie den Berufstitel Ökonomierätin.

## Politik
Zwischen 1982 und 1993 wirkte Fletschberger als Ortsbäuerin und zog 1989 in den Gemeinderat ein. Fletschberger ist Landwirtschaftskammerrätin und Bezirksbäuerin des Flachgaus sowie stellvertretende Landesbäuerin. Ab 1994 vertrat sie als Abgeordnete die ÖVP im Salzburger Landtag und war dort zuletzt Bereichssprecherin für Land- und Forstwirtschaft (Förderungen, Kammern/LWK/LAK, Tierschutz, Biologische Landwirtschaft), Familie (Familienförderung, Kinderbetreuung, Gewalt in der Familie, Familienberatung), Soziale Dienste und Hilfswerk. Als ihre politischen Schwerpunkte bezeichnete sie selbst die Aus- und Weiterbildung der bäuerlichen Jugend,  Alten- und Kinderbetreuung sowie die Lebensmittelkennzeichnung. 
Bei der Landtagswahl 2009 trat Fletschberger nicht mehr an und schied damit per 22. April 2009 aus dem Landtag aus.

## Privates
Fletschberger ist verheiratet und hat vier Kinder. Sie leitete von 1976 bis 1988 die von ihr aufgebaute katholische Frauenrunde in Henndorf und war von 1977 bis 1992 Pfarrgemeinderätin.

## Auszeichnungen
- Ehrenzeichen des Landes Salzburg (2010)[3]